# Afroblemma thorelli
Afroblemma thorelli là một loài nhện trong họ Tetrablemmidae.
Loài này thuộc chi Afroblemma. Afroblemma thorelli được Brignoli miêu tả năm 1974.